# Țâța iepurelui
Țâța iepurelui este un vechi soi românesc de struguri.